# Orocuina
Orocuina es un municipio del departamento de Choluteca en la República de Honduras.

## Toponimia
Oloquiri es una palabra mexicana que significa “Río de los Olotes”.

## Límites
| Orientación | Límite                             |
| ----------- | ---------------------------------- |
| Norte       | Municipio de Soledad, El Paraíso   |
| Sur         | Municipio de Choluteca, Choluteca  |
| Este        | Municipio de Liure, El Paraíso     |
| Este        | Municipio de Apacilagua, Choluteca |
| Oeste       | Municipio de Pespire, Choluteca    |
| Oeste       | Municipio de Choluteca, Choluteca  |

## Datos históricos
Orocuina fue en una época una aldea de Texíguat, que es un municipio del vecino departamento de El Paraíso. 
Se ha dicho que San Andrés de Orocuina fue fundada en 1521 [cita requerida], pero para el historiador Marxis Lenin Hernández este es un claro error histórico, ya que para 1521 los españoles aún no habían llegado a la zona del Golfo de Fonseca, recordando que Andrés Niño llega por esa zona hasta en 1522, descubriendo el mencionado golfo [cita requerida]. 
En 1646, fue declarado Municipio [cita requerida].
En 12 de octubre de 1908, se traslada la cabecera del Distrito de Orocuina a Apacilagua.

## Demografía
Orocuina tiene una población actual de 18,970 habitantes. De la población total, el 50.4% son hombres y el 49.6% son mujeres. Casi el 13.9% de la población vive en la zona urbana.

## División política
Aldeas: 9 (2021)
Caseríos: 143 (2021)
| Código | Aldea                             |
| ------ | --------------------------------- |
| 061001 | Orocuina (cabecera del municipio) |
| 061002 | Concepción                        |
| 061003 | El Barreal                        |
| 061004 | Mal Paso                          |
| 061005 | San Andrés                        |
| 061006 | San José                          |
| 061007 | Santa Ana                         |
| 061008 | Santa Cruz                        |
| 061009 | Santa Lucía                       |